# Heilig Hartbeeld (Beek, Berg en Dal)
Het Heilig Hartbeeld is een standbeeld in de Nederlandse plaats Beek (Berg en Dal) in de provincie Gelderland.

## Achtergrond
Het Heilig Hartbeeld werd gemaakt door de Vlaamse beeldhouwer Achilles Moortgat. Het werd geplaatst naast de 19e-eeuwse Bartholomeuskerk, waar het op 17 juni 1928 door burgemeester Eduard van Voorst tot Voorst werd onthuld. Het is later boven de entree van de kerk geplaatst.

## Beschrijving
Het beeld bestaat uit een groep van vier figuren op een getrapte voet, in een traditionele driehoeksopstelling. Centraal staat Christus, gekleed in een lang gewaad en op zijn borst het Heilig Hart. Hij houdt zijn rechterhand zegenend geheven boven een knielende moeder met kind. Links van hem houdt een meisje zich aan zijn mantel vast. 

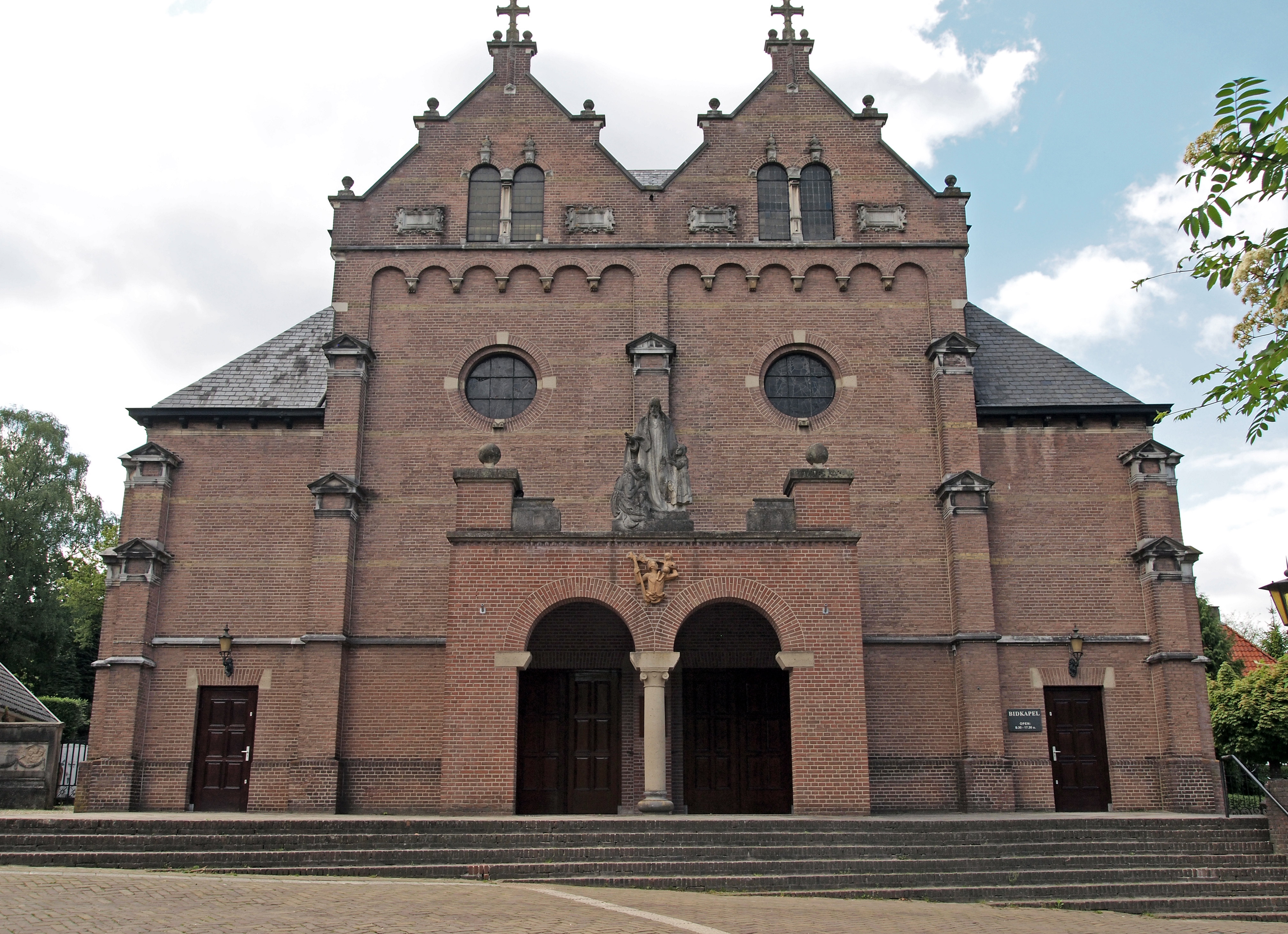
Het beeld boven de entree